# Didemnum stragulum
Didemnum stragulum is een zakpijpensoort uit de familie van de Didemnidae. De wetenschappelijke naam van de soort is voor het eerst geldig gepubliceerd in 2001 door Kott.